# 札幌車站 (札幌市營地下鐵)
札幌車站（日语：／ Sapporo eki */?）是位於日本北海道札幌市中央區，隸屬於札幌市交通局的地下鐵車站。本站緊鄰北海道旅客鐵道（JR北海道）所屬的札幌車站南口廣場，是札幌市營地下鐵南北線與東豐線的轉運車站，也是市區內的主要轉運點及全市唯一雙線共構車站。
本站使用地名「札幌」之平假名作為站名，與站名以漢字書寫的JR札幌車站（札幌駅）不同。因JR車站代表札幌全市的門戶，不同於地下鐵僅服務附近週邊，而以寫法為區別並避免混淆。

## 車站構造

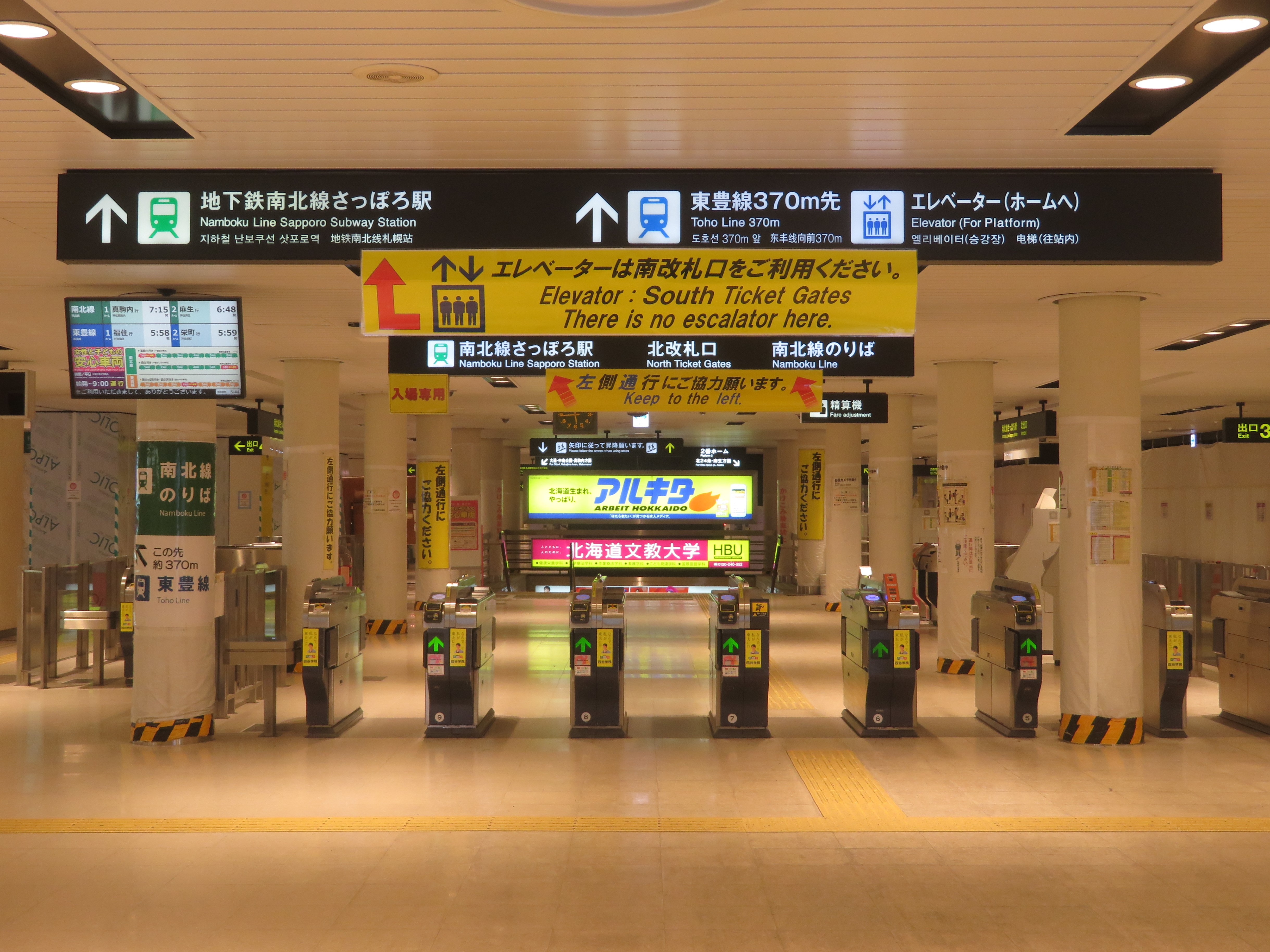
南北線的驗票閘口（2019年2月）
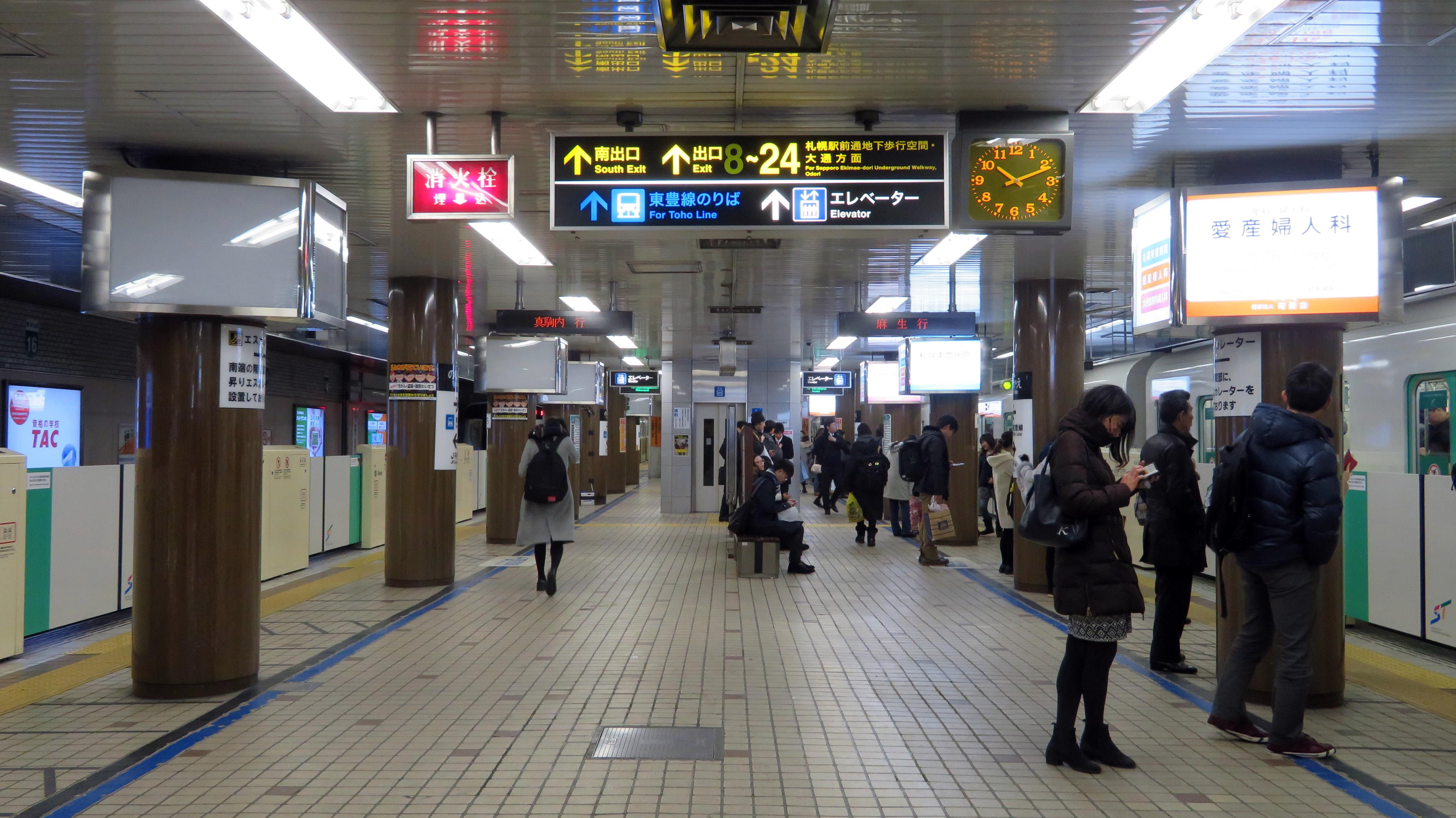
南北線月台（2016年12月）
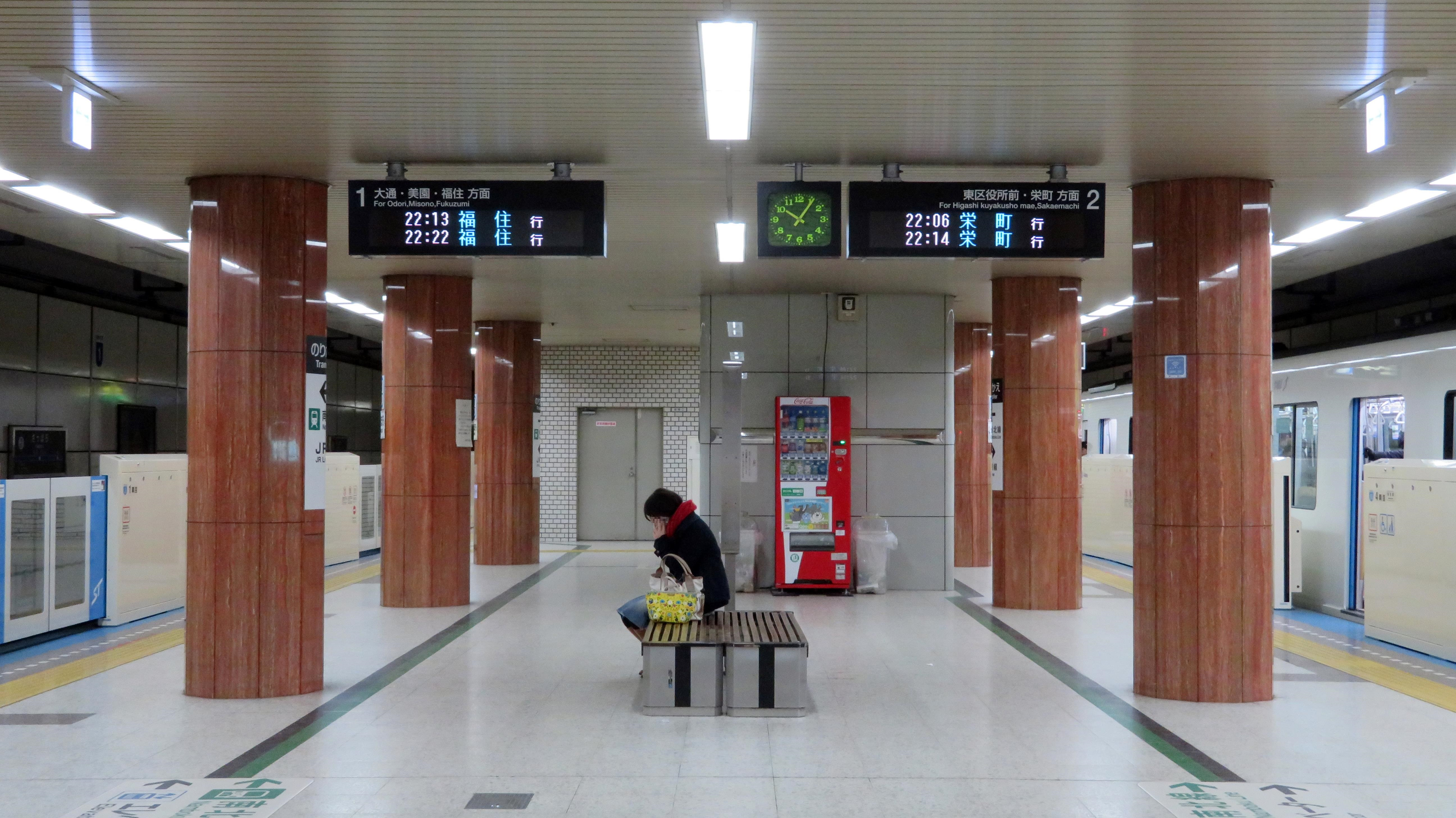
東豐線月台（2017年2月）
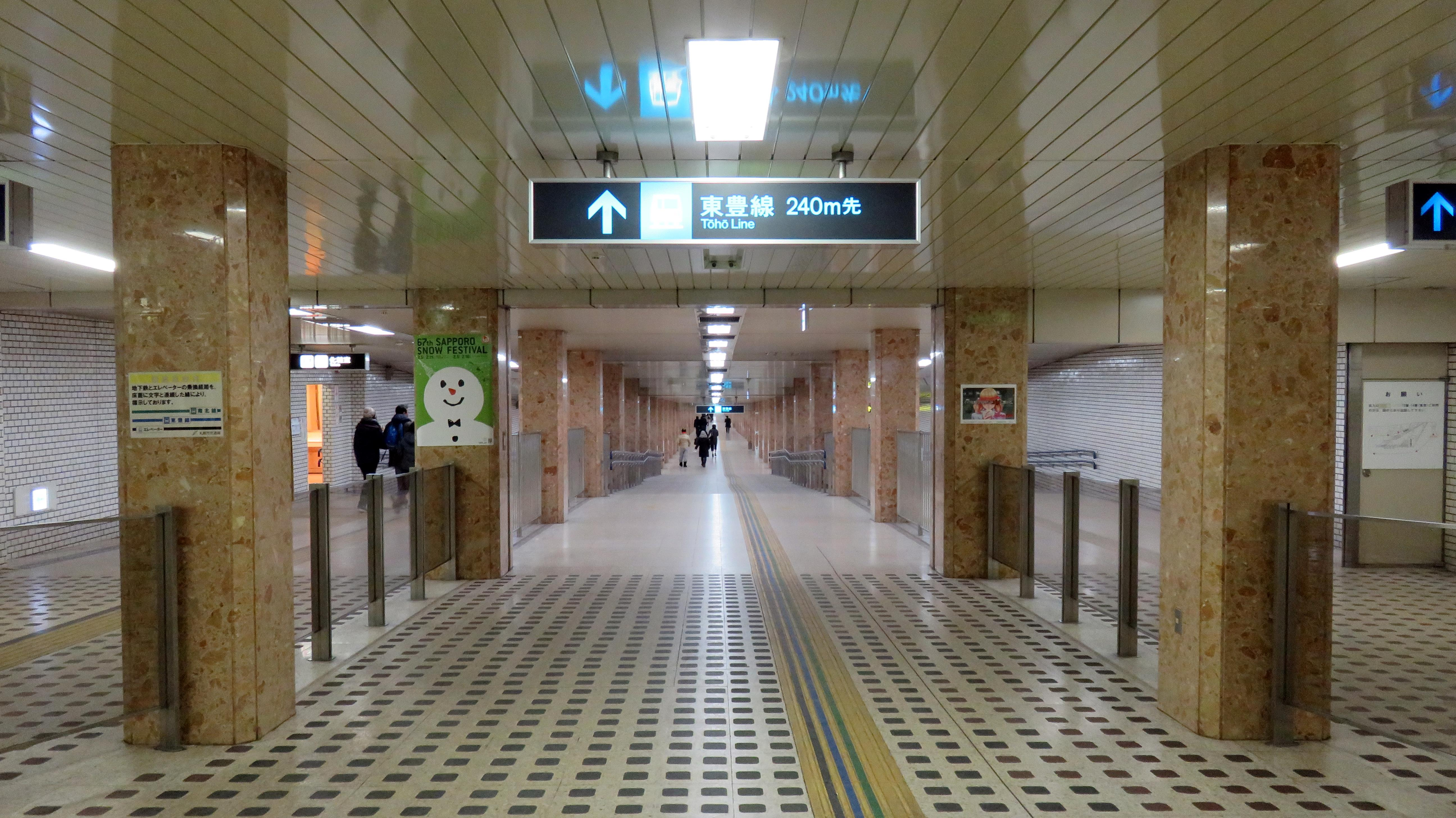
轉乘用的聯絡通道（2016年12月）

本站位於JR札幌車站前方一個街廓的地底下，大約位於北四條西三丁目與北三條西二丁目周圍的道路地底。車站本身大致呈一「H」字形，其中南北線的月台區位於車站西側，札幌車站站前大街（札幌駅前通）的地底下，東豐線的月台則是與南北線平行，但位於車站東翼的地底下。兩條地下鐵路線本身並沒有交會，而是在札幌車站處以東西向的地下通路相連。本站的驗票口位於地下一樓（但如果以周遭相連建築物的地下室樓層來比較，其實已經有地下二樓的深度）。南北線的月台位於地下二樓，採一座島式月台兩條乘車線配置，而東豐線也是一樣採一座島式月台兩條路線的設計。

### 月台配置
| 月台       | 路線   | 目的地                     |
| ---------- | ------ | -------------------------- |
| 南北線月台 |        |                            |
| 1          | 南北線 | 大通、中島公園、真駒內方向 |
| 2          | 南北線 | 北24條、麻生方向           |
| 東豐線月台 |        |                            |
| 1          | 東豐線 | 大通、美園、福住方向       |
| 2          | 東豐線 | 東區役所前、榮町方向       |

## 車站周邊
- JR塔大樓（JRタワー）
- 大丸百貨札幌店
- 札幌Esta百貨（札幌エスタ）
- 東急百貨札幌店（さっぽろ東急百貨店）
- 西武百貨札幌店（札幌西武）
- Loft百貨札幌店（札幌ロフト）
- Apia地下街（アピア）
- Paseo商店街（パセオ）
- 札幌車站客運總站

## 历史
- 1971年12月14日－札幌市營地下鐵南北線通車，地下鐵札幌車站啟用。
- 1988年12月2日－東豐線通車並設置月台，地下鐵札幌車站成為轉運車站。

## 相鄰車站
札幌市營地下鐵
 南北線
北12條（N05）－札幌（N06）－大通（N07）
 東豐線
北13條東（H06）－札幌（H07）－大通（H08）

## 外部連結
- （日語）札幌車站站內PDF地圖（札幌市交通局）